# ウィリアム・レッグ (第10代ダートマス伯爵)
第10代ダートマス伯爵ウィリアム・レッグFCA（英: William Legge, 10th Earl of Dartmouth、1949年9月23日 - ）は、イギリスの政治家、世襲貴族。1962年から1997年にかけて儀礼称号としてルイシャム子爵を称した。ウィリアム・ダートマス（William Dartmouth）としても知られる。
2009年欧州議会議員選挙でサウス・ウエスト・イングランド選挙区から選出。2019年まで欧州議会議員を務める。イギリス独立党所属の議員として、2010年から2018年まで貿易担当の国家代弁者（ナショナル・スポークスマン）を務めた。 2018年、党首のジェラルド・バッテンへの不満を理由としてUKIPを離党した。

レッグ家紋章

## 経歴
第9代ダートマス伯爵の長男として生まれる。母はレイン・マッコーコデールであり、ロマン派の小説家バーバラ・カートランドの娘にあたる。母レインが第8代スペンサー伯爵と再婚したため、ウィリアムはダイアナ妃（ウェールズ公妃ダイアナ）の義理の兄弟の間柄となった。
イートン校を経て、オックスフォード大学のクライスト・チャーチに進学。同大在学中には保守派の学生団体のオックスフォード大学保守協会、ディベート団体のオックスフォード・ユニオンの役員に選出された。同大卒業後はハーバード・ビジネス・スクールで学び、経営管理学修士（MBA）を取得している。
1974年に勅許会計士(FCA)に登録された。1997年に父の死去に伴って爵位を継承した。

## 政治活動
2018年9月、新党首のジェラルド・バッテンへの懸念、特に攻撃的な同性愛嫌悪と反イスラム的な巧言を理由としてイギリス独立党を離党した。ダートマス伯爵はバッテンが率いるUKIPの極右性向、極右団体や「奇妙な人々」の支持を非難した。伯爵は他の政党には参加しないと確約した上で離党した。2019年までの選挙期間の残りの期間、イングランド南西部・ジブラルタル地域の代表として無所属で欧州議会議員を務めた。

## 家族
2009年6月、メルボルン出身の元モデル、フィオナ・キャンベル（Fiona Campbell）と結婚した。フィオナの最初の夫のマット・ハンベリー（Matt Handbury）は、ルパート・マードックの甥に当たる。二人はその後離婚した。
ダートマスには、英国映画テレビ芸術アカデミー賞を受賞したテレビ製作者のクレア・カヴァナーとの間に生まれた息子、ジェラルド・グレン・カヴァナー＝レッグ（Gerald Glen Kavanagh-Legge、2005年 - ）がいる。
なお、ダートマス伯爵の推定相続人は第10代伯爵の弟で作家のルパート・レッグ閣下。